# Działo górskie Hotchkiss kal. 1,65-cala
Działo górskie Hotchkiss kal. 1,65-cala było produkowane przez francuską firmę Hotchkiss Ordnance Co. pod koniec XIX wieku.
Podobnie jak inne typy dział górskich mogło one być łatwo rozkładane na części o masie umożliwiającej transport na grzbietach zwierząt jucznych. Ta cecha powodowała, że 1,65-calowe działo Hotchkissa było doskonałą bronią dla oddziałów kawalerii.
Obsługa działa Hotchkissa składała się z dowódcy i pięciu żołnierzy. Działo po rozłożeniu było przewożone na grzbiecie dwóch mułów, dodatkowe muły przewoziły amunicję (72 naboje każdy).
W latach 1876–1896 rząd amerykański zakupił we Francji około 56 dział tego typu. Zastąpiły one znajdujące się na uzbrojeniu kawalerii odprzodowe 12-funtowe działa górskie. Już w 1877 r. pierwsze działo zostało użyte bojowo podczas walk z Indianami Nez Perce. W 1890 roku cztery działa 1,65 cala zostały użyte przez 7 Pułk Kawalerii Armii Stanów Zjednoczonych podczas masakry nad strumieniem Wounded Knee. W następnych latach kawaleria używała dział 1,65-calowych w czasie walk z Hiszpanami na Kubie w 1898 roku i późniejszych walk na zaanektowanych Filipinach.
Działo Hotchkissa było bronią cenioną przez żołnierzy, celną i z powodu niskiej masy łatwą do przetaczania. Mały kaliber powodował jednak że niemożliwe było skonstruowanie dla działa 1,65-calowego szrapnela. Wadą było także przemieszczanie się działa po każdym strzale, co powodowało konieczność korygowania punktu celowania co kilka strzałów. Była to jednak wada typowa dla wszystkich dział pozbawionych oporopowrotnika.

## Opis
Działo Hotchkissa było bronią odtylcową, ładowaną amunicją scaloną. Materiałem miotającym był początkowo proch czarny, później łuski elaborowano prochem bezdymnym. Początkowo zapłonnik był umieszczany przed strzałem w specjalnym gnieździe zamka, a w dnie łuski znajdował się otwór zasłonięty cienką przesłoną. Powstałe w wyniku inicjacji zapłonnika płomienie przedostawały się specjalnym kanałem w zamku, przepalały przesłonę i powodowały zapłon materiału miotającego. Później zastosowano naboje z zapłonnikiem klasycznie umieszczonym w dnie łuski. Łoże kołowe, średnica kół 95 cm.
Z działa można było wystrzelić dwa rodzaje pocisków:
- granat odłamkowo-burzący z zapalnikiem uderzeniowym (masa granatu 0,91 kg).
- kartacz zawierający 30 metalowych kul (stosowany głównie w samoobronie)